# علویه جمیل
علویه جمیل (عربی: علوية جميل؛ ۱۵ دسامبر ۱۹۱۰ – ۱۶ اوت ۱۹۹۴) هنرپیشه، و بازیگر سینما لبنانی‌تبار اهل مصر بود. او در لبنان متولد شد و به همراه خانواده‌اش به مصر مهاجرت کرد.